# Kurzgesagt – In a Nutshell
Kurzgesagt – In a Nutshell ([ˈkʊərtsɡəzɑːt], anteriormente apenas Kurzgesagt) é um canal do YouTube em língua inglesa, criado por um estúdio de animação localizado em Munique e focado em produzir conteúdo educacional. O canal foi fundado por Philipp Dettmer e tem mais de 20 milhões de inscritos. Kurzgesagt também cria vídeos e outros projetos de design para eventos, instituições de caridade e empresas, como a Audi, a Bill & Melinda Gates Foundation e a Australian Academy of Science.

## História
Desde abril de 2014, Kurzgesagt mantém uma página no Patreon: um site de crowdfunding que permitiu aos criadores trabalhar com criação de vídeos praticamente em tempo integral. No site são oferecidos pequenos "prêmios" para quem contribui financeiramente, como por exemplo ter seu próprio pássaro animado aparecendo em alguns vídeos, nome na descrição desses vídeos etc.
Em 2015, a Bill and Melinda Gates Foundation encomendou ao Kurzgesagt um vídeo a respeito da erradicação de doenças. Desde então, o canal tem trabalhado com essa fundação em vários outros temas.

## Nome
O nome deriva do alemão kurz gesagt (AFI: [ˈkʊɐ̯ts gəˈzaːkt]), que diretamente se traduz como "dito em resumo" ou "em poucas palavras". Esse nome também tem sido traduzido como "em resumo" ou "numa casca de noz". Em síntese, o canal se propõe a criar vídeos que explicam assuntos complexos de maneira resumida e fácil de se entender. O canal chama essa filosofia de "optimistic nihilism" ("niilismo otimista").

## Controvérsia
Em março de 2019, Kurzgesagt publicou um vídeo intitulado "Can You Trust Kurzgesagt Videos?" ("Você pode confiar nos videos de Kurzgesagt?"), no qual o canal admite que seu conteúdo nem sempre foi baseado em pesquisas verificadas. O canal admitiu que seu vídeo sobre vício foi baseado em um estudo controverso, com o qual poucos psicólogos atuais concordam. Posteriormente, o vídeo foi retirado do canal junto a outro vídeo a respeito da crise migratória na Europa. O canal afirmou que os vídeos não estavam compatíveis com os padrões com que atualmente trabalham.